# Foresta di Porto Conte
La foresta di Porto Conte, nota anche come "Prigionette" o "l'Arca di Noè" è un complesso forestale appartenente al demanio della regione Sardegna. Si estende su una superficie di 2 136 ha ed è costituita da quattro corpi separati: punta Giglio, capo Caccia e monte Doglia in comune di Alghero e Baratz, unico lago naturale della Sardegna, in comune di Sassari. L'area ricompresa nel comune di Alghero è integrata nel parco naturale regionale di Porto Conte e nell'area naturale marina protetta di capo Caccia e dell'isola Piana. La quota massima si registra sul monte Timidone con 424 m s.l.m.
L'aspetto vegetazionale è piuttosto variegato e costituito da popolamenti artificiali di conifere, lecceta, macchia e garighe costiere, ricco di specie come palma nana, lentisco, mirto, erica, corbezzolo e fillirea e con presenza di endemismi quali la Centaurea horrida, l'Astragalus terracianoi e la Brassica insularis.
Tra le specie animali più importanti si annoverano il grifone (Gyps fulvus), avvoltoio che nidifica nelle falesie di capo Caccia in pericolo di estinzione, il falco pellegrino, lo sparviere e i più comuni poiana e gheppio, la berta maggiore (Calonectris diomedea), la berta minore (Puffinus yelkouan) e l'uccello delle tempeste (Hydrobates pelagicus).